# Les Dales Hawerchuk (album)
Vous lisez un « bon article » labellisé en 2021.
Albums de Les Dales Hawerchuk
Les Dales Hawerchuk 2
(2008)
Les Dales Hawerchuk est le premier album du groupe rock québécois Les Dales Hawerchuk. Il est paru le 22 août 2005.
Bien accueilli par la critique, il propulse le groupe au premier plan de la scène rock québécoise. L'extrait Dale Hawerchuk, prisé par les stations de radio et de télévision pour son caractère rassembleur et sa mélodie accrocheuse, est élevé au rang d'hymne sportif et festif.
Le groupe écoule 10 000 exemplaires de son premier opus, qui récolte une nomination au gala de l'ADISQ et au Gala alternatif de la musique indépendante du Québec.

## Historique

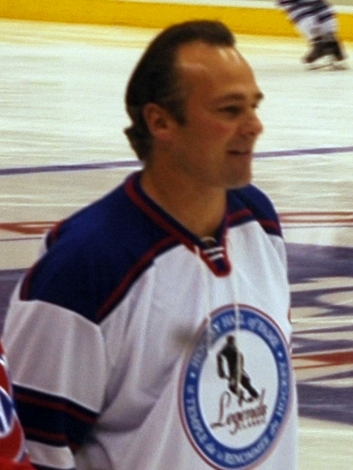
Sylvain Séguin a l'idée du concept de l'album en recevant une carte à collectionner de Dale Hawerchuk, ancien joueur des Jets de Winnipeg.

### Contexte
Les quatre membres originaux du groupe sont des amis d'enfance partageant une passion pour le hockey. S'étant perdus de vue au début de l'âge adulte, les frères Séguin, Martin Bergeron et Pierre Fortin se retrouvent par hasard à Montréal durant une prestation de Galaxie, où ils se convainquent de former un groupe. C'est en jouant une partie de hockey avec Fred Fortin et Olivier Langevin que vient à Sylvain Séguin l'idée du nom et du concept de l'album. Le fils de Fortin, distribuant des cartes à collectionner aux joueurs de l'équipe, en donne une de Dale Hawerchuk à Séguin ― geste apparemment anodin, mais lourd de conséquences : « Mes chums se sont mis à m’appeler Dale… On est tous des malades de hockey, surtout moi; j’ai joué toute ma vie, sans jamais arrêter. C’est nos deux passions, le rock puis le hockey, qu’on a foutus dans le même panier; c’est un peu ça, tout le concept ». Ainsi, le nom du groupe et le titre de l'album sont des hommages à la détermination et au dévouement du joueur étoile lors des matches.
Peu de temps après, les Dales Hawerchuk interprètent en première partie d'un spectacle de Grimskunk les quelques pièces de leur répertoire. Galvanisés par le succès qu'ils connaissent à la suite de cette prestation, ils écrivent une panoplie de chansons dans le but d'en faire un disque. Ils enregistrent eux-mêmes une maquette qui connait un succès sur les radios communautaires et universitaires, mais demeurent insatisfaits du résultat. Mal équipé et devant enregistrer dans son local de pratique, le groupe est incapable d'obtenir la sonorité qu'il désire.
La maquette permet à la formation d'être remarquée par l'étiquette C4, qui assure notamment la production de leurs homologues et amis jeannois Fred Fortin et Galaxie, mais aussi de groupes au rock plus soigné comme Karkwa.

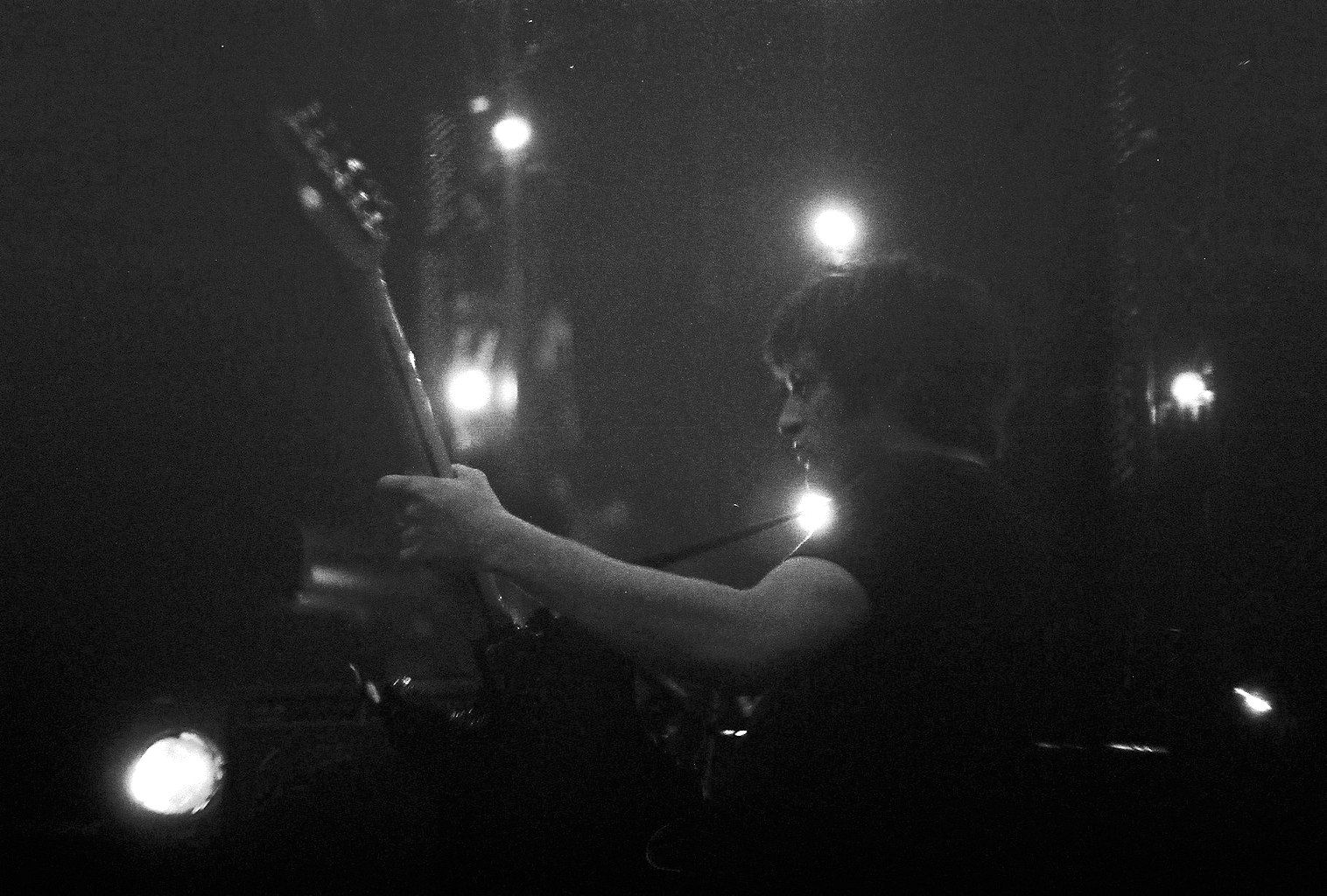
Le guitariste Olivier Langevin assure la réalisation de l'album.

### Enregistrement et production
Faute de moyens, l'album est enregistré en direct en quatre jours au printemps 2005 par Pierre Girard et Olivier Langevin, tous deux du groupe Galaxie, au studio Chez Pierre Bazinet et Frank Lalonde. Langevin revoit les arrangements des pièces au fur et à mesure de leur enregistrement. Les Dales se surprennent eux-mêmes du professionnalisme de leur performance malgré leur talent limité,.
Le mixage et la masterisation sont effectués au studio Chez Victor en juillet 2005.

## Parution et accueil

### Accueil critique
L'album est lancé le 22 août 2005, à la veille de la rentrée culturelle. Il est généralement bien reçu. On associe les sonorités à d'autres rockeurs québécois (Groovy Aardvark, Grimskunk, Galaxie) et américains (Jon Spencer, Beck). On remarque les « multiples références [au] sport national [du Canada] ». La critique dresse des parallèles entre le rock garage du quatuor et le hockey pratiqué dans les ligues d'amateurs : une « équipe étoile » qui prodigue des « mises en échec soniques » avec son « rock de puck » « qui travaille fort dans les coins [de la patinoire], à saveur ligue de garage, mais avec un son de pro » et des morceaux qui pourraient « amener le groupe sur de plus grosses patinoires ».
Les critiques s'entendent sur la facture soignée de la réalisation et sur le potentiel commercial de morceaux comme Dale Hawerchuk,,, qui « reste collée dans le cerveau dès la première écoute ».
Philippe Papineau du Devoir applaudit le choix du nom, le design de la pochette et la critique que formule le quatuor envers le vedettariat et la télé-crochet à la Star Académie. Il relève le côté énergique de la réalisation. Richard Labbé de La Presse abonde dans le même sens : il apprécie les textes humoristiques et incisifs, et l'énergie des membres qui « donnent toujours leur 110 % ».
Si Marie-Hélène Poitras du Voir célèbre l'utilisation par Séguin de vocabulaire et de sonorités langagières régionales propres au Lac-Saint-Jean, son collègue Olivier Robillard-Laveaux est moins élogieux. Il reproche au groupe la brutalité de son style, ainsi que des « textes sarcastiques et grivois ». Labbé relève aussi une vulgarité qui peut déranger.
En somme, Graeme Hamilton du National Post rapporte que l'album s'attire des « rave reviews » (« critiques élogieuses »).

### Succès et classements
Le groupe écoule 10 000 exemplaires de son album,. Le vidéoclip de la piste Dale Hawerchuk tourne régulièrement à Musique Plus. Grâce à la popularité de ce morceau, le groupe émerge rapidement de l'anonymat ; pour preuve, il est invité à se produire à l'émission La Fureur à Radio-Canada aux heures de grande écoute. L'existence du groupe est notifiée par Graeme Hamilton à Dale Hawerchuk, qui ne s'objecte pas à l'hommage que lui rendent les rockeurs, se disant même flatté.
Deux extraits de l'album tournent sur les ondes des stations de radio commerciales. La chanson-titre Dale Hawerchuk figure dans le palmarès BDS ADISQ pendant 25 semaines consécutives, atteignant la 4e position. La pièce J'monte au lac figure quant à elle au palmarès des correspondants ADISQ, avec une diffusion limitée à certaines stations.
L'album est nommé en 2006 pour un prix Félix dans la catégorie « Album alternatif de l'année », en compétition en outre contre Les tremblements s'immobilisent de Karkwa, futur récipiendaire du prix Polaris, et Trompe-l'œil de Malajube, qui remporte finalement le prix. Il est aussi nommé dans la catégorie « Meilleur album alternatif » au Gala alternatif de la musique indépendante du Québec de la même année, en compétition notamment avec Galaxie, le groupe de son producteur.
Dans le Voir, malgré sa critique mitigée, Olivier Robillard-Laveaux place le disque au deuxième rang de son palmarès 2005 des albums de rock francophone, et la chanson Dale Hawerchuk au troisième rang des morceaux rock et pop les plus marquants de l'année pour ses qualités festives et viriles, ainsi que son refrain « béton ». En 2009, 33Mag et CISM-FM classent le morceau Dale Hawerchuk au 104e rang des chansons de groupes québécois ayant marqué les années 2000. 

### Tournée
Le groupe se produit 125 fois entre le lancement de son premier opus et celui du second, notamment en compagnie d'autres groupes de rock garage, jouissant d'une popularité momentanée du genre,.

## Caractéristiques artistiques

### Thèmes et composition
Selon Philippe Papineau du Devoir, les textes de l'album abordent principalement trois sujets — la bière, les femmes et l'amitié — et évitent les sujets politiques, à l'exception d'une critique de Star Académie et du succès fabriqué de ses participants. Du côté du National Post, Graeme Hamilton souligne justement le caractère apolitique des textes, alors que le groupe est originaire d'une région reconnue pour son adhésion au mouvement souverainiste du Québec. Amy Ransom, en revanche, affirme que le succès de l'album est intrinsèquement lié aux codes véhiculés : l'identité du groupe est forgée par le hockey, un sport rassembleur qui constitue l'un des fondements de l'identité québécoise ― tant dans son passé idéalisé que dans son présent vécu. 
Sur le plan musical, l'album contribue à définir « le son du Lac »,,, un rock puissant et rapide associé aux productions d'Olivier Langevin et aux groupes originaires de la région du Lac-Saint-Jean. L'historienne Amy Ransom décrit le style musical comme du « rockabilly agressif, rapide et rythmé par de la guitare et de la batterie, mêlé à du punk », notant que cela rappelle l'« énergie et la vélocité » de Dale Hawerchuk.
Sébastien Séguin affirme s'inspirer d'Elvis Presley dans son approche d'interprétation. Martin Bergeron avoue avoir forgé son style de guitare basse sur celui de Les Claypool, à force d'écouter Primus. L'influence se traduit notamment dans les arrangements de Me casa es su casa. Quant à Pierre Fortin, il associe ses percussions au style grunge.

#### Dale Hawerchuk: hymne à la camaraderie et au hockey

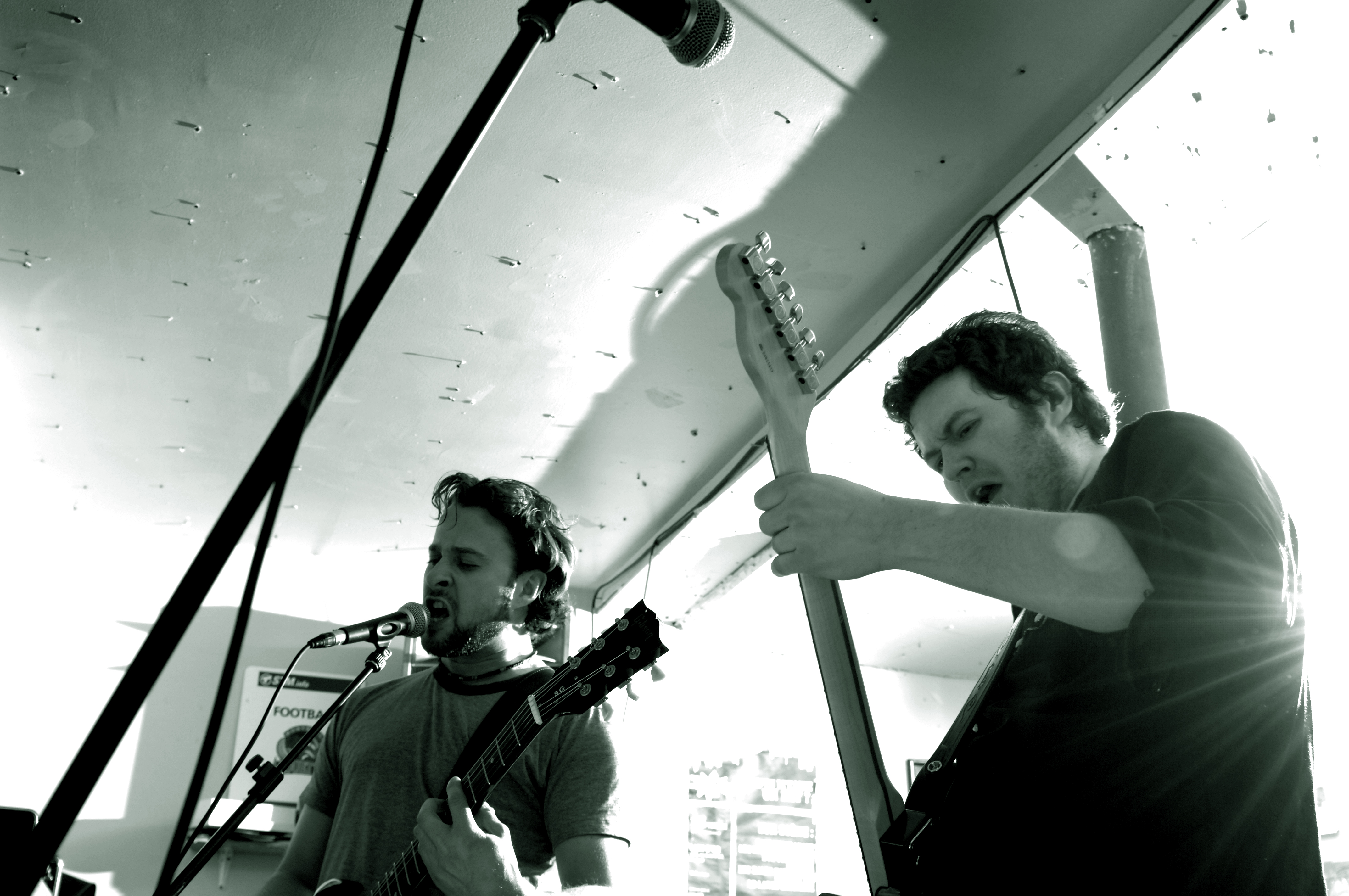
Les frères Sylvain et Sébastien Séguin.

La pièce maîtresse et premier extrait radiophonique de l'album, Dale Hawerchuk, raconte l'histoire d'un fan de hockey qui, prenant conscience de ses défauts en les énumérant, rêve d'être le joueur-étoile qu'il idolâtre. Lors du refrain, le narrateur répète ce souhait tel un mantra, au point où un transfert d'identité semble se produire :

« Car je ne suis plus Sylvain Séguin

Moi je suis Dale Hawerchuk

Non je ne suis plus Sylvain Séguin

Moi je suis Dale Hawerchuk »

Ce transfert d'identité est partagé par l'ensemble des membres du groupe, qui, même s'ils ne sont pas tous de la même famille, sont réunis en fratrie par une passion commune pour le rock et le hockey. Les paroles du refrain final viennent affirmer cette identité commune et duelle, incarnée dans le groupe de musique qui porte le nom de leur idole : « Vu qu'on n'est pas tous des Séguin, on est les Dales Hawerchuk ».
Le vidéoclip produit par C4 productions, qualifié de « jouissif » dans le Voir, illustre graphiquement les thèmes de camaraderie, ainsi que de la « synergie bière-hockey ». Les membres du groupe se rassemblent pour boire de la bière, manger de la pizza et regarder un match de hockey enregistré sur une vidéocassette. L'action se déroule dans un salon à la décoration typique années 1980 (l'apogée de la carrière de Dale Hawerchuk) avec quantité de bouteilles de bière vides qui jonchent la pièce. Les protagonistes évoluent dans une atmosphère de vestiaire sportif, vêtus de pièces d'équipement de hockey, buvant des bières et se chamaillant, imitant l'action qui se déroule sur la vidéocassette et reprenant les codes homosociaux véhiculés par la pratique du hockey et ses représentations.

### Pochette et illustrations
La pochette montre l'image de Dale Hawerchuk tirée d'une carte à collectionner le représentant. Stéphane Demers en assure la conception.

## Fiche technique

### Liste des chansons
L'album, d'une durée de 32 minutes, compte 13 pièces. Toutes les paroles sont écrites par Sébastien Séguin, Sylvain Séguin et Pierre Fortin, toute la musique est composée par Sébastien Séguin, Sylvain Séguin, Pierre Fortin et Martin Bergeron.
| No  | Titre                      | Durée |
| --- | -------------------------- | ----- |
| 1.  | Mais où est donc Carnior ? | 01:39 |
| 2.  | En déshabillé              | 02:35 |
| 3.  | Crocodile                  | 03:27 |
| 4.  | Ya!                        | 02:19 |
| 5.  | Salive salée               | 02:18 |
| 6.  | Dale Hawerchuk             | 02:12 |
| 7.  | J'monte au lac             | 02:42 |
| 8.  | Me casa es su casa         | 04:08 |
| 9.  | Le King du Triple swing    | 02:28 |
| 10. | Abuse de moé               | 02:04 |
| 11. | La nouvelle                | 01:54 |
| 12. | Corps mort                 | 01:45 |
| 13. | Star Académie              | 02:00 |

### Interprètes
- Sylvain Séguin : voix et guitare
- Sébastien Séguin : voix et guitare
- Martin Bergeron : guitare basse
- Pierre Fortin : batterie, tambourine
- Olivier Langevin : guitares additionnelles sur Crocodile, J'monte au lac!, Le king du triple swing[4], claviers sur En déshabillé et Ya![6]
- Charles Perron : guitare additionnelles sur Crocodile[6]

### Équipe de production
- Production : C4[4]
- Réalisation : Olivier Langevin[4], Pierre Girard[1]
- Ingénierie de son : Pierre Girard[6]
- Pochette de disque : Stéphane Demers[6]